# Roger P. Smith
Roger Powell Smith (* 16. Juli 1932 in Hokuchin, Chōsen; † 22. Januar 2018 in Harvest Hill) war ein US-amerikanischer Pharmakologe und Toxikologe.

## Leben
Roger P. Smith wurde 1932 im Nordwesten von Korea geboren, seine Familie zog jedoch 1938 nach Warren. Smith studierte ab 1949 an der Purdue University. Dort machte er seinen Bachelor, Master und Ph.D. Während seines Dienstes bei der United States Army Reserve war er drei Jahre lang am Landstuhl Regional Medical Center in Deutschland tätig. Ab 1960 lehrte er am Dartmouth College. Dort leitete er von 1975 bis 1987 die Abteilung für Pharmakologie und Toxikologie. Von 1981 bis 1987 war er außerordentlicher Professor an der Vermont Law School. Am Dartmouth College war er ab 1984 außerordentlicher Professor und von 1993 bis zu seiner Pensionierung im Jahr 2000 Professor für Pharmakologie und Toxikologie.
Er war Fellow der American Association for the Advancement of Science und Mitglied von Alpha Omega Alpha. Außerdem war er als Berater für die National Institutes of Health, das National Research Council und die Weltgesundheitsorganisation tätig.
Smith war verheiratet und hatte drei Kinder.